# Lanikai Beach
Lanikai Beach est une plage située à Lanikai, une zone non incorporée de Kailua sur l'île d'Oahu à Hawaï.